# Giải đua ô tô Công thức 1 Canada 2024
Giải đua ô tô Công thức 1 Canada 2024 (tên chính thức là Formula 1 AWS Grand Prix du Canada 2024) là một chặng đua Công thức 1 được tổ chức vào ngày 9 tháng 6 năm 2024 tại Trường đua Gilles Villeneuve ở Montréal, Québec, Canada. Chặng đua này là chặng đua thứ chín của Giải đua xe Công thức 1 2024.

## Bối cảnh
Giải đua ô tô Công thức 1 Canada 2024 được tổ chức vào cuối tuần từ 7 đến 9 tháng 6 tại Trường đua Gilles Villeneuve ở Montréal, Québec, Canada, và đây là lần thứ 43 trường đua này tổ chức một chặng đua Công thức 1. Giải đua ô tô Công thức 1 Canada 2024 là chặng đua thứ chín của Giải đua xe Công thức 1 2024 và cũng là phiên bản thứ 53 của Giải đua ô tô Công thức 1 Canada.

### Bảng xếp hạng các tay đua và đội đua trước chặng đua
Sau Giải đua ô tô Công thức 1 Monaco, Max Verstappen dẫn đầu bảng xếp hạng các tay đua với 169 điểm trước Charles Leclerc (138 điểm) với khoảng cách 31 điểm và người đứng thứ ba Lando Norris (113 điểm) với khoảng cách 56 điểm. Red Bull Racing dẫn đầu bảng xếp hạng các đội đua với 276 điểm, cách Ferrari (252 điểm) 24 điểm và cách McLaren (184 điểm) 92 điểm.

### Danh sách các tay đua và đội đua
Danh sách các tay đua và đội đua cho chặng đua này không có thay đổi nào so với danh sách các tay đua và đội đua tham gia mùa giải. Jack Doohan thế chỗ Esteban Ocon tại Alpine trong buổi đua thử đầu tiên.

### Lựa chọn hợp chất lốp
Nhà cung cấp lốp xe Pirelli mang đến các hợp chất lốp C3, C4 và C5 (ba hợp chất lốp mềm nhất trong số các hợp chất lốp), lần lượt được tiêu chuẩn hóa là cứng (hard), trung bình (medium) và mềm (soft) để các đội sử dụng trong suốt sự kiện này.

### Án phạt
Esteban Ocon của Alpine bị tụt xuống năm vị trí xuất phát vì va chạm với đồng đội Pierre Gasly tại Giải đua ô tô Công thức 1 Monaco trước đó.

## Tường thuật

### Buổi đua thử
Ba buổi đua thử được tổ chức tại Giải đua ô tô Công thức 1 Canada 2024. Buổi đua thử đầu tiên được tổ chức vào ngày 7 tháng 6 năm 2024 lúc 13:30 giờ địa phương (UTC-4). Lando Norris của McLaren dẫn đầu buổi đua thử đầu tiên trước cặp tay đua Ferrari Carlos Sainz Jr. và Charles Leclerc với thời gian là 1:24,435 phút. Buổi đua thử thứ hai được tổ chức vào lúc 17:00 giờ địa phuơng (UTC-4) cùng ngày. Fernando Alonso của Aston Martin dẫn đầu buổi đua thử thứ hai trước George Russell của Mercedes và Lance Stroll, đồng đội của Alonso tại Aston Martin với thời gian là 1:15,810 phút. Buổi đua thử thứ ba và cuối cùng được tổ chức vào ngày 8 tháng 6 năm 2024 lúc 12:30 giờ địa phuơng (UTC-4). Lewis Hamilton của Mercedes dẫn đầu buổi đua thử thứ ba trước Max Verstappen của Red Bull Racing và Russell, đồng đội của Hamilton tại Mercedes với thời gian là 1:12,549 phút.

### Vòng phân hạng
Vòng phân hạng được tổ chức vào ngày 8 tháng 6 năm 2024 lúc 16:00 giờ địa phương (UTC-4), bao gồm ba phần với thời gian là 45 phút và các vị trí xuất phát cho cuộc đua được xác định. Các tay đua có 18 phút ở phần đầu tiên (Q1) để tiếp tục tham gia phần thứ hai (Q2) của vòng phân hạng. Tất cả các tay đua đạt được thời gian trong phần đầu tiên với thời gian tối đa 107% thời gian nhanh nhất được phép tham gia cuộc đua. 15 tay đua dẫn đầu phần này lọt vào phần tiếp theo. Sau khi Q1 kết thúc, Max Verstappen của Red Bull Racing đứng đầu với thời gian nhanh nhất là 1:12,360 phút trong khi Sergio Pérez của Red Bull Racing, cả hai tay đua Kick Sauber, Esteban Ocon của Alpine và Nico Hülkenberg của Haas bị loại.
Phần thứ hai (Q2) kéo dài 15 phút và mười tay đua nhanh nhất của phần này đi tiếp vào phần thứ ba (Q3) và cuối cùng của vòng phân hạng. Sau khi Q2 kết thúc, George Russell của Mercedes đứng đầu với thời gian nhanh nhất là 1:11,742 phút trong khi cả hai tay đua Ferrari, Logan Sargeant của Williams, Kevin Magnussen của Haas và Pierre Gasly của Alpine bị loại.
Phần thứ ba (Q3) và cuối cùng kéo dài 12 phút, trong đó mười vị trí xuất phát đầu tiên được xác định sẵn cho cuộc đua. Russell lập thời gian nhanh nhất là 1:12,000 phút trước Verstappen với thời gian y hệt và Norris của McLaren. Vì Russell lập thời gian sớm hơn Verstappen nên anh đã giành được vị trí pole. Anh giành vị trí pole thứ hai trong sự nghiệp Công thức 1 của mình, vị trí pole đầu tiên kể từ Giải đua ô tô Công thức 1 Hungary 2022 và đồng thời cũng là vị trí pole đầu tiên của Mercedes kể từ Giải đua ô tô Công thức 1 Hungary 2023.
Đây là lần thứ hai trong lịch sử Công thức 1 có nhiều hơn một tay đua đã hoàn thành vòng phân hạng với thời gian nhanh nhất y hệt nhau kể từ khi hệ thống tính thời gian được áp dụng thông qua phép đo tính bằng phần nghìn giây. Điều này từng xảy ra lần đầu tiên tại Giải đua ô tô Công thức 1 châu Âu 1997 khi Jacques Villeneuve, Michael Schumacher và Heinz-Harald Frentzen đều có thời gian nhanh nhất y hệt như nhau.

### Cuộc đua
Cuộc đua được tổ chức vào ngày 9 tháng 6 năm 2024 lúc 15:00 giờ địa phương (UTC-4) và bao gồm 70 vòng đua.
Các tay đua Kick Sauber đã thay đổi đuôi xe sau khiến họ phải xuất phát cuộc đua ở làn pit. Haas xuất phát với hợp chất lốp ướt, với George Russell dẫn đầu và Kevin Magnussen leo lên vị trí thứ tư. Nico Hülkenberg, đồng đội của Magnussen tại Haas, cũng leo lên vài vị trí. Khi trời tạnh mưa, các tay đua chuyển sang hợp chất lốp trung gian. Trong giai đoạn đó, lần đổi lốp của Magnussen bị trục trặc khiến anh bị tụt xuống một số vị trí. Tiếp theo, Lando Norris vượt qua Max Verstappen nhưng một cú xoay xe của Logan Sargeant và pha đổi lốp muộn đã khiến anh tụt lại phía sau Verstappen và Russell.
Sau đó, Charles Leclerc bỏ cuộc vì vấn đề về bộ nguồn. Alexander Albon vượt qua Esteban Ocon và Daniel Ricciardo tại khúc cua cuối cùng nhưng một vụ va chạm giữa Albon và Sainz Jr. đã khiến cả Albon lẫn Sainz Jr. phải bỏ cuộc. Đây là lần đầu tiên cả hai tay đua Ferrari không về đích kể từ Giải đua ô tô Công thức 1 Azerbaijan 2022. Bên cạnh đó, đây là lần đầu tiên Ferrari không lấy được điểm kể từ Giải đua ô tô Công thức 1 Úc 2023. Pérez đồng thời gặp tai nạn và bỏ cuộc, dẫn đến giai đoạn xe an toàn thứ hai. Sau giai đoạn xe an toàn thứ hai, Russell và Hamilton đấu nhau và Russell đứng trước Hamilton. Trong khi đó, Tsunoda Yuki xoay xe và mất điểm.
Verstappen giành chiến thắng cuộc đua trước Norris và Russell, trong đó Russell lên bục trao giải lần đầu tiên cho Mercedes trong mùa giải. Bên cạnh đó, đây là chiến thắng thứ 60 trong sự nghiệp của Verstappen. Các tay đua còn lại ghi điểm trong cuộc đua là Lewis Hamilton, Oscar Piastri, Fernando Alonso, Lance Stroll, Ricciardo, Pierre Gasly và Ocon.
Pérez bị rớt ba vị trí trong chặng đua tiếp theo ở Tây Ban Nha. Theo lời khuyên của đội, vì để tránh tình huống xe an toàn, anh khập khiễng quay trở lại làn pit trong tình trạng không an toàn khi đuôi xe của anh đã bị hư hỏng khiến các mảnh vỡ vương vãi trên đường. Red Bull nhận án phạt 25.000 euro vì vụ việc đó.

## Kết quả

### Vòng phân hạng
| Vị trí                   | Số xe | Tay đua          | Đội đua                      | Q1       | Q2       | Q3       | Vị trí xuất phát |
| ------------------------ | ----- | ---------------- | ---------------------------- | -------- | -------- | -------- | ---------------- |
| 1                        | 63    | George Russell   | Mercedes                     | 1:13,013 | 1:11,742 | 1:12,000 | 1                |
| 2                        | 1     | Max Verstappen   | Red Bull Racing-Honda RBPT   | 1:12,360 | 1:12,549 | 1:12,000 | 21               |
| 3                        | 4     | Lando Norris     | McLaren-Mercedes             | 1:12,959 | 1:12,201 | 1:12,021 | 3                |
| 4                        | 81    | Oscar Piastri    | McLaren-Mercedes             | 1:12,907 | 1:12,462 | 1:12,103 | 4                |
| 5                        | 3     | Daniel Ricciardo | RB-Honda RBPT                | 1:13,240 | 1:12,572 | 1:12,178 | 5                |
| 6                        | 14    | Fernando Alonso  | Aston Martin Aramco-Mercedes | 1:13,117 | 1:12,635 | 1:12,228 | 6                |
| 7                        | 44    | Lewis Hamilton   | Mercedes                     | 1:12,851 | 1:11,979 | 1:12,280 | 7                |
| 8                        | 22    | Tsunoda Yuki     | RB-Honda RBPT                | 1:12,748 | 1:12,303 | 1:12,414 | 8                |
| 9                        | 18    | Lance Stroll     | Aston Martin Aramco-Mercedes | 1:13,088 | 1:12,659 | 1:12,701 | 9                |
| 10                       | 23    | Alexander Albon  | Williams-Mercedes            | 1:12,896 | 1:12,485 | 1:12,976 | 10               |
| 11                       | 16    | Charles Leclerc  | Ferrari                      | 1:13,107 | 1:12,691 | –        | 11               |
| 12                       | 55    | Carlos Sainz Jr. | Ferrari                      | 1:13,038 | 1:12,728 | –        | 12               |
| 13                       | 2     | Logan Sargeant   | Williams-Mercedes            | 1:13,063 | 1:12,736 | –        | 13               |
| 14                       | 20    | Kevin Magnussen  | Haas-Ferrari                 | 1:13,217 | 1:12,916 | –        | 14               |
| 15                       | 10    | Pierre Gasly     | Alpine-Renault               | 1:13,289 | 1:12,940 | –        | 15               |
| 16                       | 11    | Sergio Pérez     | Red Bull Racing-Honda RBPT   | 1:13,326 | –        | –        | 16               |
| 17                       | 77    | Valtteri Bottas  | Kick Sauber-Ferrari          | 1:13,366 | –        | –        | Làn pit2         |
| 18                       | 31    | Esteban Ocon     | Alpine-Renault               | 1:13,435 | –        | –        | 183              |
| 19                       | 27    | Nico Hülkenberg  | Haas-Ferrari                 | 1:13,978 | –        | –        | 17               |
| 20                       | 24    | Chu Quán Vũ      | Kick Sauber-Ferrari          | 1:14,292 | –        | –        | Làn pit4         |
| Thời gian 107%: 1:17,425 |       |                  |                              |          |          |          |                  |

Ghi chú
- ^1  – George Russell và Max Verstappen lập thời gian giống hệt nhau tại Q3. Russell đã giành được vị trí pole khi anh ấn định thời gian sớm hơn.[11][15]
- ^2  – Valtteri Bottas đứng thứ 17 sau vòng phân hạng nhưng phải xuất phát cuộc đua từ làn pit vì chiếc xe của anh đã được sửa đổi trong điều kiện parc fermé.[15]
- ^3  – Esteban Ocon vượt qua vòng phân hạng ở vị trí thứ 18 nhưng bị tụt xuống năm vị trí xuất phát cho cuộc đua vì gây ra vụ va chạm với đồng đội Pierre Gasly tại chặng đua trước đó ở Monaco.[7][15]
- ^4  – Chu Quán Vũ đứng thứ 20 sau vòng phân hạng nhưng phải xuất phát cuộc đua từ làn pit vì chiếc xe của anh đã được sửa đổi trong điều kiện parc fermé.[15]

### Cuộc đua chính
| Vị trí                                                                      | Số xe | Tay đua          | Đội đua                      | Số vòng | Thời gian/ Bỏ cuộc | Vị trí xuất phát | Số điểm |
| --------------------------------------------------------------------------- | ----- | ---------------- | ---------------------------- | ------- | ------------------ | ---------------- | ------- |
| 1                                                                           | 1     | Max Verstappen   | Red Bull Racing-Honda RBPT   | 70      | 1:45:47,927        | 2                | 25      |
| 2                                                                           | 4     | Lando Norris     | McLaren-Mercedes             | 70      | + 3,869            | 3                | 18      |
| 3                                                                           | 63    | George Russell   | Mercedes                     | 70      | + 4,317            | 1                | 15      |
| 4                                                                           | 44    | Lewis Hamilton   | Mercedes                     | 70      | + 4,915            | 7                | 131     |
| 5                                                                           | 81    | Oscar Piastri    | McLaren-Mercedes             | 70      | + 10,199           | 4                | 10      |
| 6                                                                           | 14    | Fernando Alonso  | Aston Martin Aramco-Mercedes | 70      | + 17,510           | 6                | 8       |
| 7                                                                           | 18    | Lance Stroll     | Aston Martin Aramco-Mercedes | 70      | + 23,625           | 9                | 6       |
| 8                                                                           | 3     | Daniel Ricciardo | RB-Honda RBPT                | 70      | + 28,672           | 5                | 4       |
| 9                                                                           | 10    | Pierre Gasly     | Alpine-Renault               | 70      | + 30,021           | 15               | 2       |
| 10                                                                          | 31    | Esteban Ocon     | Alpine-Renault               | 70      | + 30,313           | 18               | 1       |
| 11                                                                          | 27    | Nico Hülkenberg  | Haas-Ferrari                 | 70      | + 30,824           | 17               |         |
| 12                                                                          | 20    | Kevin Magnussen  | Haas-Ferrari                 | 70      | + 31,253           | 14               |         |
| 13                                                                          | 77    | Valtteri Bottas  | Kick Sauber-Ferrari          | 70      | + 40,487           | Làn pit          |         |
| 14                                                                          | 22    | Tsunoda Yuki     | RB-Honda RBPT                | 70      | + 52,694           | 8                |         |
| 15                                                                          | 24    | Chu Quán Vũ      | Kick Sauber-Ferrari          | 69      | + 1 vòng           | Làn pit          |         |
| Bỏ cuộc                                                                     | 55    | Carlos Sainz Jr. | Ferrari                      | 52      | Va chạm            | 12               |         |
| Bỏ cuộc                                                                     | 23    | Alexander Albon  | Williams-Mercedes            | 52      | Va chạm            | 10               |         |
| Bỏ cuộc                                                                     | 11    | Sergio Pérez     | Red Bull Racing-Honda RBPT   | 51      | Tai nạn            | 16               |         |
| Bỏ cuộc                                                                     | 16    | Charles Leclerc  | Ferrari                      | 40      | Động cơ            | 11               |         |
| Bỏ cuộc                                                                     | 2     | Logan Sargeant   | Williams-Mercedes            | 23      | Tai nạn            | 13               |         |
| Vòng đua nhanh nhất: Lewis Hamilton (Mercedes) - 1:14,856 (vòng đua thứ 70) |       |                  |                              |         |                    |                  |         |
| Tay đua xuất sắc nhất cuộc đua: Lando Norris (McLaren), 24,7% số phiếu bầu  |       |                  |                              |         |                    |                  |         |

Ghi chú
- ^1  – Bao gồm một điểm cho vòng đua nhanh nhất.[16]

## Bảng xếp hạng sau chặng đua

### Bảng xếp hạng các tay đua
| Vị trí | Tay đua          | Đội đua                      | Số điểm | Thay đổi vị trí |
| ------ | ---------------- | ---------------------------- | ------- | --------------- |
| 1      | Max Verstappen   | Red Bull Racing-Honda RBPT   | 194     | +/-0            |
| 2      | Charles Leclerc  | Ferrari                      | 138     | +/-0            |
| 3      | Lando Norris     | McLaren-Mercedes             | 131     | +/-0            |
| 4      | Carlos Sainz Jr. | Ferrari                      | 108     | +/-0            |
| 5      | Sergio Pérez     | Red Bull Racing-Honda RBPT   | 107     | +/-0            |
| 6      | Oscar Piastri    | McLaren-Mercedes             | 81      | +/-0            |
| 7      | George Russell   | Mercedes                     | 69      | +/-0            |
| 8      | Lewis Hamilton   | Mercedes                     | 55      | +/-0            |
| 9      | Fernando Alonso  | Aston Martin Aramco-Mercedes | 41      | +/-0            |
| 10     | Tsunoda Yuki     | RB-Honda RBPT                | 19      | +/-0            |

- Lưu ý: Chỉ có mười vị trí đứng đầu được liệt kê trên bảng xếp hạng này.

### Bảng xếp hạng các đội đua
| Vị trí | Đội đua                      | Số điểm | Thay đổi vị trí |
| ------ | ---------------------------- | ------- | --------------- |
| 1      | Red Bull Racing-Honda RBPT   | 301     | +/-0            |
| 2      | Ferrari                      | 252     | +/-0            |
| 3      | McLaren-Mercedes             | 212     | +/-0            |
| 4      | Mercedes                     | 124     | +/-0            |
| 5      | Aston Martin Aramco-Mercedes | 58      | +/-0            |
| 6      | RB-Honda RBPT                | 28      | +/-0            |
| 7      | Haas-Ferrari                 | 7       | +/-0            |
| 8      | Alpine-Renault               | 5       | 1               |
| 9      | Williams-Mercedes            | 2       | 1               |
| 10     | Kick Sauber-Ferrari          | 0       | +/-0            |